# فينتشنزو فونتانا
فينتشنزو فونتانا (بالإيطالية: Vincenzo Fontana)‏ هو سياسي إيطالي، ولد في 16 أبريل 1952 في أغريجنتو في إيطاليا. حزبياً، نشط في حزب شعب الحرية. وقد انتخب عضو مجلس النواب في الجمهورية الإيطالية.